# 軍井三
軍井三（英語：Lambda Leporis）拉丁化的名字來自λ Leporis，是一顆單獨的恆星。這顆藍白色的恆星位於南天星座天兔座，視星等 +4.29，肉眼直接就能看見。基於3.83mas的年度視差，估計它與太陽的距離約為850光年。相對於它的鄰居，這顆恆星的本動速度為16.3±2.8 km/s。它是獵戶座OB1星協（Ori OB1）的成員，並且已被確認為高速速逃星 。
這是一顆大質量的B型主序星，校正後的恆星分類為B0.5V。估計它的年齡為800萬年，以30公里/秒的投影旋轉速度旋轉。這顆恆星的質量大約是太陽質量的15倍，半徑是太陽半徑的4.5倍。在表面30,400 K的有效溫度下，它從光球輻射出的輻射量是太陽光度的15,488倍。